# エドワード・ウォード (第9代ダドリー男爵)
第9代ダドリー男爵および第4代ウォード男爵エドワード・ウォード（英語: Edward Ward, 9th Baron Dudley and 4th Baron Ward、1704年6月16日 – 1731年9月6日）は、イングランド貴族。

## 生涯
第8代ダドリー男爵および第3代ウォード男爵エドワード・ウォード（1683年 – 1704年3月28日）とダイアナ・ハワード（Diana Howard、1686年頃 – 1709年3月17日、トマス・ハワードの娘）の息子として、1704年6月16日に生まれた。父の死後に生まれたため、出生と同時にダドリー男爵とウォード男爵の爵位を継承した。
1731年9月6日にエプソムで死去、アッシュテッドで埋葬された。生涯未婚だったため、叔父ウィリアムが爵位を継承した。